# Cotronei
Cotronei est une commune de la province de Crotone en Calabre (Italie).

## Administration
| Période                                  | Période  | Identité       | Étiquette | Qualité |
| ---------------------------------------- | -------- | -------------- | --------- | ------- |
| 30 mai 2006                              | En cours | Mario Scavelli |           |         |
| Les données manquantes sont à compléter. |          |                |           |         |

### Hameaux
Trepidò

### Communes limitrophes
Caccuri, Petilia Policastro, Roccabernarda, San Giovanni in Fiore, Taverna